# Ebolitana Calcio 1925 F.C.
L'A.S.D. Ebolitana Calcio 1925 F.C., comunemente detta Ebolitana, è una società calcistica italiana con sede nella città di Eboli (SA).
I suoi colori sociali sono il bianco e l'azzurro e disputa le proprie partite allo Stadio José Guimarães Dirceu.

## Storia

Una formazione dell'Ebolitana nel campionato di Seconda Divisione 1933-1934

### Gli albori
Il 14 giugno 1914, furono invitate ad Eboli, dal Comitato per la festa di S. Vito, il Salerno FBC, fresco vincitore del 2º Campionato Provinciale, e il Pro Cava FBC, per un incontro dimostrativo di football. La gara, svoltasi in piazza del mercato, con la partecipazione di un'enorme folla, si concluse, con la vittoria dei bianchi salernitani per 3-0. Il pubblico si entusiasmò soprattutto per i "calci di rinvio" e per i "colpi di testa che suscitavano la più schietta ilarità". Le fasi dell'incontro si svolsero, per buona parte, "al suono di allegre marce musicali". Dopo la gara, le due squadre furono invitate in casa del barone Formosa, per un brindisi e per la consegna delle medaglie d'argento al Salerno, e quelle di bronzo ai cavesi. Questo spaccato di cronaca sportiva segna probabilmente l'arrivo ad Eboli del football, uno sport che rapidamente si stava diffondendo tra i giovani, per merito soprattutto di un ebolitano, Donato Vestuti, il presidente del Salerno (squadra agli albori della moderna Salernitana), pioniere e principale divulgatore del movimento sportivo nella provincia. L'evento, provocò la scintilla presso i giovani ebolitani, i quali si avvicinarono con entusiasmo alla nuova disciplina sportiva.

### Gli inizi e i primi campionati
Bisognerà attendere il 1925 per registrare l'ingresso della Unione Sportiva Ebolitana nella grande famiglia calcistica italiana. Inizialmente la società svolse l'attività prevalentemente in ambito locale; solo nel 1930, l'U.S. Ebolitana, entra a far parte del Comitato Salernitano U.L.I.C. (Unione Libera Italiana Calcio). Nella stagione '30/'31, la squadra partecipa alla Coppa Gambrosier e alla Coppa Juventus, messa in palio proprio dall'omonima squadra salernitana; contemporaneamente s'iscrive al campionato di Prima Categoria ULIC, inserita nel girone B. L'anno successivo, l'U.S. Ebolitana, che indossa una casacca biancoazzurra, talvolta a strisce verticali, è affiliata alla F.I.G.C. e, nella stagione '32/'33, disputa il suo primo campionato federale, la III Divisione Campana, inserita nel girone B. L'Ebolitana è allenata da Osvaldo Sacchi, bomber del Savoia e dell'Internaples degli anni '20. La compagine eburina, si qualifica insieme a Paganese, Irpinia e Battipagliese alla seconda fase del torneo, per l'assegnazione del titolo di Campione Campano. Nel girone finale affrontano la Puteolana, il Nola e l'Aversana, terminando il campionato in testa alla classifica alla pari con la Puteolana. Nella gara di spareggio, disputata a Nocera Inferiore il 2 luglio 1933, l'Ebolitana superò la Puteolana per 2-1. L'Ebolitana fu così, meritantamente proclamata Campione Campana di III Categoria. Oltre al titolo, l'Ebolitana, ottenne la promozione alla II Divisione. Per il Campionato '33/'34 disputò il girone unico di II Divisione. Sul campo, invece, la squadra partì a spron battuto, e ben presto si ritrovò a guidare la classifica. La prima sconfitta stagionale, che costò anche il primato, si registrò proprio a Battipaglia, dove l'Ebolitana, sconfitta per 2-0, rimandò alla gara di ritorno i propositi di riscatto. Il tanto atteso derby di ritorno, invece, caratterizzato da gravi incidenti, porterà al ritiro della squadra dal campionato e alla sua successiva scomparsa. L'11 marzo 1934, sul campo di San Berardino, la Battipagliese passò per 2-1. Al termine della gara, una furibonda rissa scoppiò tra le due opposte fazioni. I più esagitati, non esitarono a tirare fuori i coltelli e, nel trambusto generale, si udirono alcuni spari. Numerosi furono i feriti. La tragedia fu evitata grazie al massiccio intervento della milizia. Il campo di Eboli fu squalificato a vita e, l'Ebolitana, privata così del campo da gioco, fu costretta a ritirarsi dal campionato.

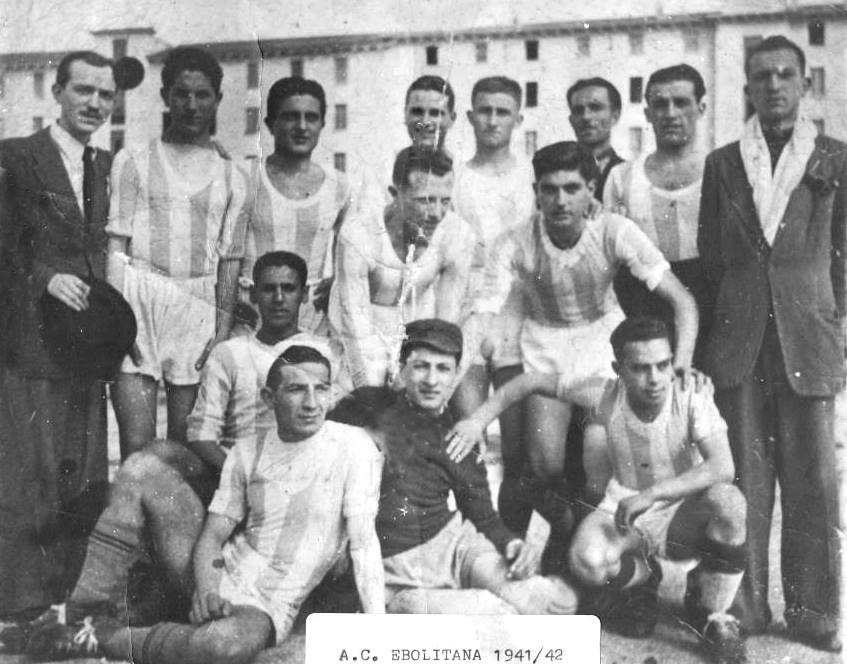
Formazione dell'Ebolitana stagione 1941-1942

### L'era Luigi Pezzullo
Solo nel '42/'43 si registrò un timido tentativo di risveglio calcistico, grazie ad una formazione denominata semplicemente Eboli, che nel girone B della Prima Divisione perde la finale per forfait, contro il G.U.F. di Napoli. Il calcio ad Eboli, riprese vita agli inizi degli anni '50, grazie alla squadra del Cral Pezzullo, della quale era presidente il comm. Luigi Pezzullo. Il presidente, sportivo di razza, cominciò dal riattivare il campo di gioco, che sorgeva in località San Giovanni, e ad organizzare una società che non aveva nulla da invidiare a squadre di categoria superiore; a cominciare dal pagamento degli stipendi, che avvenivano con la precisione di un orologio svizzero. Il Cral Pezzullo Eboli, che indossava una maglia biancazzurra con un cavallino rampante sul petto, militò nel Campionato di Promozione, una categoria che veniva subito dopo la Serie C di quegli anni, strutturata su un girone unico. L'addio al calcio della famiglia Pezzullo, fu determinata dal Polla. Nella gara di ritorno, disputata ad Eboli, la mancata vittoria, scatenò la contestazione del pubblico che, amareggiò enormemente il comm. Pezzullo, il quale al termine della gara, convocò squadra e allenatore, ordinò che fossero pagate in anticipo le spettanze relative alla ultime sei gare di campionato ed annunciò l'addio al calcio. Il dopo Pezzullo fu caratterizzato da continue crisi societarie. La squadra disputò alcuni campionati di Promozione e Prima Categoria, dopodiché, Eboli calcistica chiuse di nuovo i battenti.

### La ripresa delle attività sportive

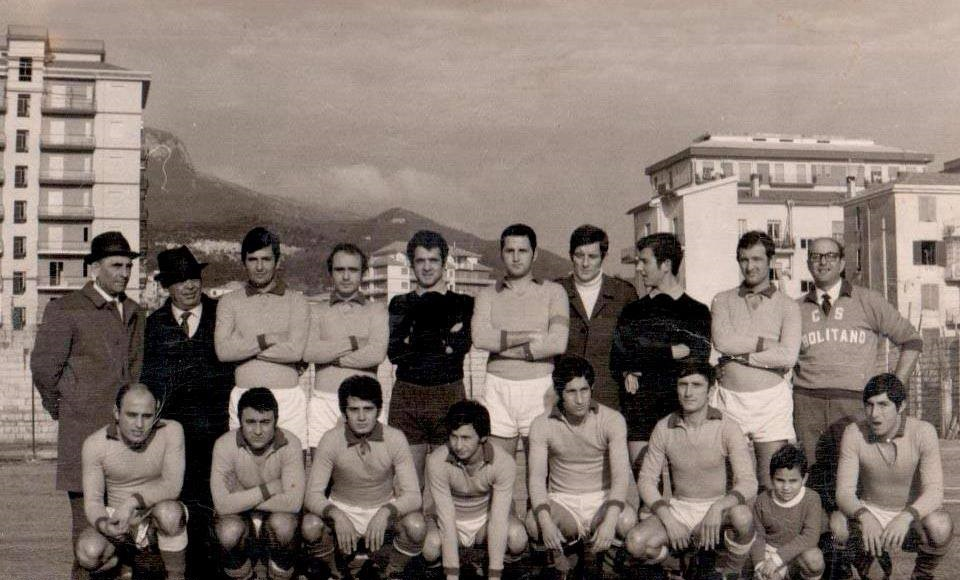
Formazione della stagione 1969-1970

L'attività dell'Ebolitana riprende nel 1961, senza nessun sussulto, tranne l'accesso alla Prima Categoria nel '64/'65. Gli anni '70 non iniziarono nel migliore dei modi: la squadra si classifica al secondo posto, al termine del campionato '71/'72, dietro il Vallo di Diano promosso in Serie D. La squadra vallese, rinuncia. La promozione spetta all'Ebolitana ma, la Lega semi-Pro, ammette alla categoria superiore il Campobasso, giunto secondo nel girone A. L'anno successivo, per l'irregolarità di un giocatore, la squadra è penalizzata di sette punti, quanti bastano per retrocederla in Prima Categoria. La Federazione si ravvede e, nell'estate del 1976, ripesca la squadra eburina, giunta terza in campionato, ammettendola al torneo di Promozione, dove vi resta per tre stagioni, prima di retrocedere ancora una volta. Gli anni '70 si chiudono con il ritorno in Promozione. Nel torneo successivo, nonostante la squadra fosse stata rinforzata con elementi d'esperienza, tra i quali il portiere Fulvio De Maio, ancora una retrocessione, spegne l'entusiasmo degli sportivi ebolitani. Tra la fine degli anni '70 e per quasi tutti gli anni '80 la squadra risale dalla Prima Categoria e gravita costantemente nei gironi di Promozione. 

### Prima volta in interregionale, l’arrivo di Dirceu e gli anni novanta.

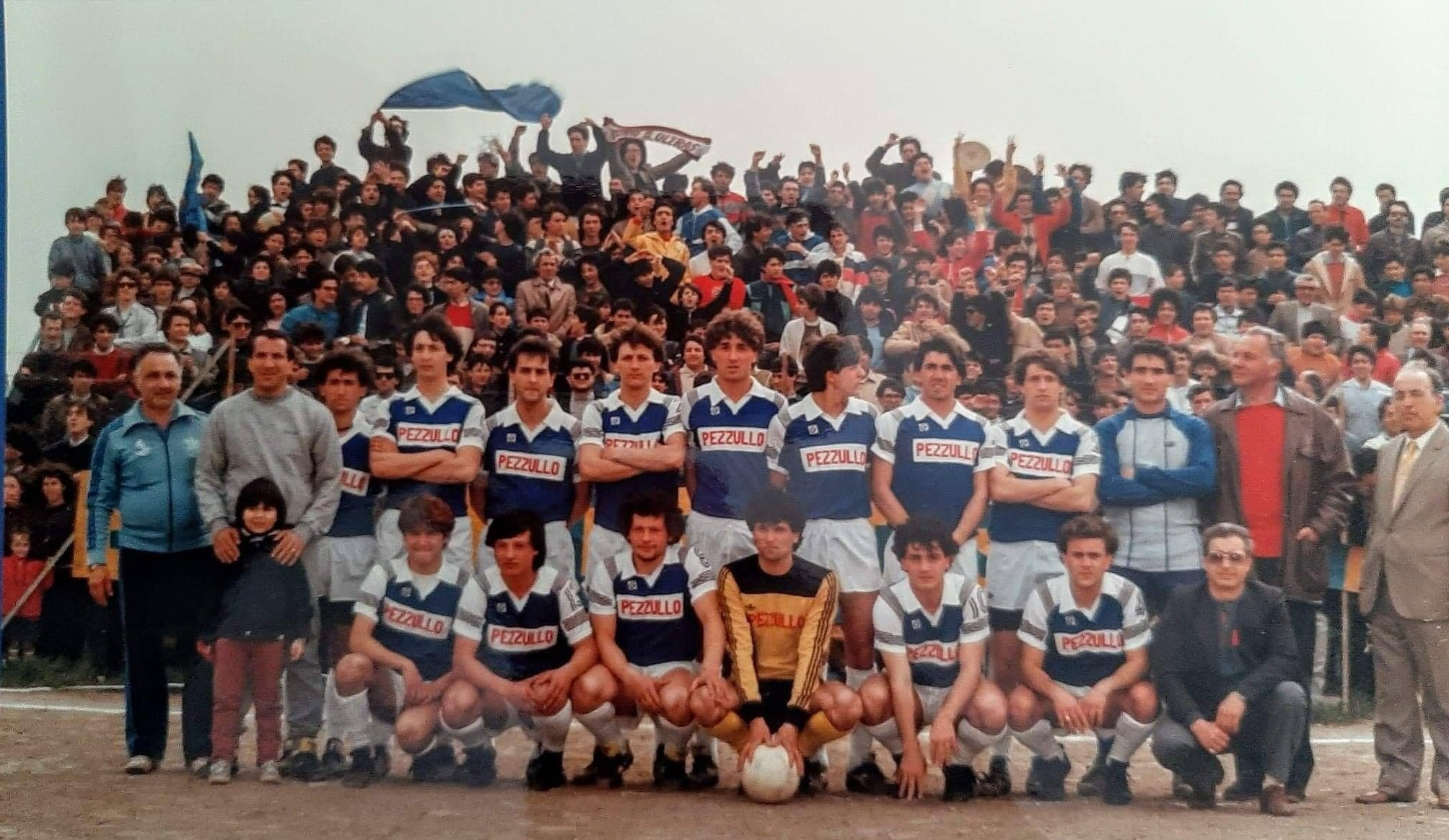
Stagione 1983-1984

La società, che viene ripresa da Sossio Pezzullo, ingrana la marcia giusta e scala posizioni in classifica: 3º posto nell''81/'82, 2º posto l'anno dopo e al termine del campionato '83/'84, l'Ebolitana ritorna in Promozione. Evitata la retrocessione nel torneo '85/'86, la squadra, che nel mentre viene prelevata da Elio Presutto, si classifica al secondo posto l'anno seguente. L’anno successivo 87/88 vince il campionato di Promozione e per la prima volta nella storia passa al campionato Interregionale. Nella gestione Presutto militarono in squadra anche due bomber ebolitani, Angelo Zottoli e Luigi Cavaliere. Nella stagione '89-'90, alla squadra biancazzurra si aggrega anche l'indimenticabile campione brasiliano, Josè Dirceu, divenuto nel frattempo cittadino di Eboli. Il Presidente Cavaliere lo portò all'Ebolitana (dove rimase per due stagioni) tra il tripudio della tifoseria. La prima partita di Dirceu con la casacca dell'Ebolitana, è stata un'amichevole giocata al Vestuti di Salerno contro la squadra Brasiliana Bangu, giocando un tempo con entrambe le squadre con lo stadio invaso dai tifosi eburini. Campione non solo sul campo, Dirceu mise la sua esperienza al servizio della squadra, senza far mai pesare il suo passato di asso del calcio mondiale. Benvoluto ed amico di tutti, trovò la morte in un incidente stradale in Brasile. Con lui morì anche Pasquale Sazio, giovane libero dell'Ebolitana che aveva seguito Dirceu in Sudamerica per una serie di tornei calcistici. Intanto la squadra, disputò tre dignitosi campionati d'Interregionale, per poi iniziare al termine della stagione '91-'92 la discesa verso l'inferno delle serie minori. L'inarrestabile caduta, fu frenata grazie all'intervento del dott. Mario Grimaldi, che a Salerno, aveva riportato la vecchia Pro Salerno, nell'Interregionale. Ma è destino che la Pro Salerno, non debba avere vita duratura, a causa dello scarso seguito del pubblico. E così, dopo aver salvato dal naufragio la Cavese, nel '93/'94. che proprio grazie alla fusione con la Pro Salerno, che anche allora militava in Serie D, il dott. Grimaldi, sportivo autentico e, come pochi, competente di calcio, trasferisce la squadra ad Eboli. La nuova società assume il nome di A.C. Pro Ebolitana, e con un salto triplo, si ritrova, nel giro di pochi giorni, dalla Promozione, al Campionato Nazionale Dilettanti. Nel '99/2000, arrivata 15ª nel girone G del C.N.D., viene retrocessa in Eccellenza.

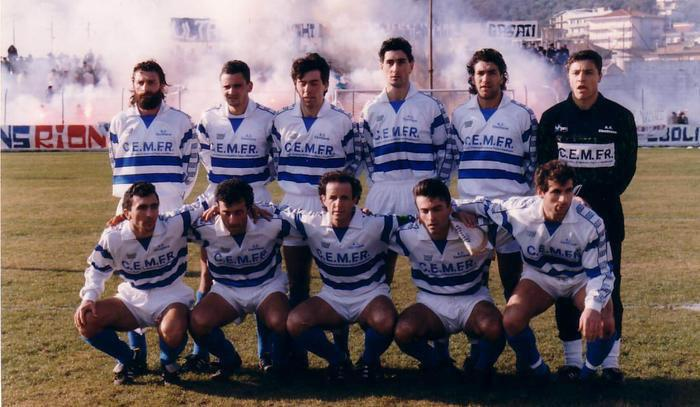
Formazione della stagione 1989-1990 con Dirceu titolare

### La gestione De Vita
Nell'anno successivo, la società del presidente Cosimo De Vita allestisce un organico molto competitivo. Affida la conduzione tecnica all'allenatore più vincente della storia del calcio dilettantistico: Mimì Gargiulo, che chiama alla sua corte giocatori di lusso per la categoria. Una stagione che vede da subito i biancazzurri protagonisti. Nella prima fase della stagione l'Ebolitana è campione d'inverno, ma poi l'Angri, del presidente Nicola Tortora, riesce nell'impresa della rimonta, e la stagione termina, con le due compagini a parità di punteggio. Sarà giocato il primo spareggio della storia del Campionato Nazionale Dilettanti. Il teatro più consono è lo stadio Arechi di Salerno, che per l'occasione viene messo a disposizione della Lega Dilettanti e vedrà le due curve gremite dalle rispettive tifoserie a confronto: più di 2000 tifosi biancazzurri gremiscono la nord, migliaia di tifosi grigiorossi occupano la sud. La gara termina sull'1-1. Si va ai supplementari, ma nulla di fatto. Si devono calciare i rigori: va male ai biancazzurri che perdono 4-2 e finiscono secondi nel girone B dellEccellenza campana che prevede gli spareggi promozione. Il lungo assalto alla Serie D continua con un'altra impresa: quella di battere l'Ischia (2-1 in casa e 1-1 fuori) e il F.C. Francavilla (0-0 fuori e 6-0 in casa, sul neutro di Polla, viste le condizioni pessime del terreno del Massajoli). La serie D è finalmente raggiunta. Ma la società di De Vita non riesce a portare la squadra lontano. Travolta da molte inchieste del giudice sportivo e penalizzata duramente, la Pro Ebolitana torna in Eccellenza, dopo due alterne stagioni in Serie D. La società viene rilevata dalla famiglia Maiorano in un periodo non certo facile per i colori biancazzurri che per le amarezze delle stagioni passate, le tensioni ambientali e le grandi aspettative dei tifosi, non rendono facile la "rifondazione" graduale intenzionata ad operare dalla dirigenza, che vorrebbe puntare sul settore giovanile (la cui Juniores arriva alla finale regionale, perdendola per clamorosi errori arbitrali). La tifoseria, desiderosa di vincere subito e di tornare in Serie D, ha contestato per tutta la stagione, causando l'addio dei Maiorano che hanno lasciato la squadra nelle mani del sindaco.

### Dal 2000 alla Serie C2 e il fallimento
Nel 2004 è passata alla ribalta come società gestita dai tifosi, fu infatti Armando Cicalse, capo-ultrà della curva ebolitana, ad acquistare il titolo sportivo dal comune e con l'aiuto dei suoi amici riuscì ad iscrivere la squadra al campionato di Eccellenza, evento quasi unico nel mondo del calcio. Lo stesso anno riuscì a vincere il campionato, ottenendo il premio Fair play dalla commissione di Eccellenza e a trascinare la squadra in Serie D. Il ritorno in Serie D viene sancito con un nuovo record: infatti, a fine campionato, saranno ben 51 i punti conquistati, classificandosi all'8º posto finale. Il 27 maggio 2007 retrocede in Eccellenza, dopo soli due anni di Serie D, dopo la sfida dei play-out con il Lavello. Il 17 febbraio 2010 vince la Coppa Italia Regionale battendo in finale l'Arzanese dopo i calci di rigore (2-2 dopo i tempi supplementari). Inoltre, lo stesso anno, a seguito del 2º posto in classifica alle spalle della Battipagliese, l'Ebolitana disputa i play-off e pur pareggiando tutti gli incontri, contro Vis Nocera Superiore, Arzanese e Real Isernia, grazie ai goal segnati fuori casa approda in Serie D. L'8 maggio 2011 ottiene la sua prima storica promozione in Lega Pro Seconda Divisione, dopo aver chiuso il suo girone al primo posto con 89 punti (con una media di 2,49 a partita), battendo all'ultima giornata la seconda in classifica e diretta concorrente il Forza e Coraggio per 3-1. Nella post-season della stagione, vincendo sul campo della neopromossa Aprilia per 3-1, ottiene il passaggio alle semifinali della Poule Scudetto, dove viene sconfitta dal Cuneo ai rigori. Nella stagione 2011/2012 la squadra riesce ad iscriversi, seppur con affanno, al campionato di Lega Pro Seconda Divisione. L'avventura nel professionismo dura solo un anno, con l'aritmetica retrocessione avvenuta con una giornata di anticipo. Ben peggior sorte attese tuttavia la società in estate quando, per la mancata iscrizione, fu esclusa dalla FIGC dal campionato di competenza. In seguito al fallimento la società è riuscita a trovare posto e ad iscriversi al campionato di Prima Categoria. 

### La quarta serie e il secondo fallimento
Dopo il ripescaggio ed il cambio societario, a favore del presidente Fiorentino Reppuccia, l'Ebolitana raggiunge l'ottavo posto in Promozione campana nel 2013-14, approdando in Eccellenza la stagione successiva grazie alla vittoria del campionato. La stagione di Eccellenza 2015-16 termina con un onorevole quinto posto, mentre nella stagione seguente di Eccellenza 2016-2017 vince il campionato con tre giornate di anticipo e torna in Serie D. Lo stesso anno arriva in finale di coppa italia Campania di Eccellenza, disputando la partita contro il Portici, che però vede questi ultimi vincitori. 
Al termine della stagione di Serie D del 2017-18 gioca i play-out contro la Palmese. La sconfitta apre le porte dell'Eccellenza, ma per problematiche societarie e i debiti che riguardano la società, Il titolo sportivo viene affidato nelle mani del sindaco per scongiurare il fallimento. Nonostante tutto, la società fallisce.

### La parentesi calcio popolare e la pandemia
Nasce dunque un nuovo sodalizio, denominato A.S.D. Eboli Calcio, che riparte dalla Terza Categoria. La nuova società, improntata sul modello di calcio popolare, vince immediatamente il girone D di Terza Categoria e approda in Seconda Categoria. Nella stessa estate viene rilevato il titolo sportivo del G.S. Herajon di Capaccio Paestum, militante in Prima Categoria, e cambia denominazione in A.S.D. Atletico Eboli 1925.
A seguito della pandemia dovuta al COVID-19 e alla sospensione del campionato in corso, la compagine ebolitana chiude il girone F al primo posto con una media punti di 2,55 e viene promossa in Promozione.
Nel 2020 cambia denominazione in A.S.D. Academy Ebolitana e prende parte al campionato di Promozione Campania nel girone E, ma il campionato non viene disputato per la situazione pandemica.
La stagione 2021-2022 vede la squadra giocare i play-out di promozione contro il Real Palomonte, ma vede gli eburini sconfitti e quindi retrocessi in prima categoria. Nell'estate del 2022, però la società si sposta nella vicinia Campagna, portando il titolo lì, al Città di Campagna 1919, ponendo fine alla parentesi calcista.

### Anni recenti
Nell'estate del 2022, ad Eboli nasce una società con il nome di Olympica Cilento Ebolitana con le promesse di riportare la vera Ebolitana nel giro di poco tempo, ma che nel frattempo si iscriverà al campionato di Seconda Categoria 2022-2023, stagione che terminerà al terzo posto.
Nel 2023 la società, oltre a rilevare il titolo di pomozione della Polisportiva L. Toriello e quindi iscrivendosi al campionato di promozione, debutta con la matricola che aveva promesso con il nome di A.S.D. Ebolitana Calcio 1925 F.C.
Nella stagione 2023-2024 l'Ebolitana si aggiudica il primo posto con 71 punti nel girone D di Promozione. Quindi a partire dalla stagione 2024-2025, parteciperà al campionato di Eccelenza Campana nel girone B.
Nella stagione 2024/25 conclude il campionato al settimo posto con 46 punti (nell'ultima giornata, l'Ebolitana festeggia i 100 anni del Club, aprendo uno store nel centro di Eboli e regalando oggetti dell'Ebolitana come sciarpe magliette ed altra oggettistica).

## Colori e stemma

### Colori
Il colore che più è stato utilizzato dall'Ebolitana durante la sua storia è l'azzurro insieme al bianco. In particolari momenti della sua storia, l'Ebolitana ha utilizzato anche il bianco ed il giallo insieme al verde come colori principali, preferendo comunque l'azzurro con diverse tonalità più chiare o scure.
| Periodo   | Colori                                      | Denominazione              |
| --------- | ------------------------------------------- | -------------------------- |
| 1925-1934 |                                             | Unione Sportiva Ebolitana  |
| 1942-1950 |                                             | Eboli                      |
| 1950-1952 |                                             | C.R.A.L. Pezzullo          |
| 1950-1955 | Associazione Calcio C.R.A.L. Pezzullo Eboli |                            |
| 1957-1958 |                                             | Unione Sportiva Ebolitana  |
| 1958-1976 |                                             | G.S. Ebolitano             |
| 1976-1995 |                                             | A.C. Ebolitana             |
| 1995-2004 |                                             | A.C. Pro Ebolitana         |
| 2004-2012 |                                             | A.S.C.D. Ebolitana 1925    |
| 2012-2018 |                                             | Società Sportiva Ebolitana |
| 2018-2019 |                                             | A.S.D. Eboli Calcio        |
| 2019-2020 | A.S.D. Atletico Eboli 1925                  |                            |
| 2020-2022 | A.S.D. Academy Ebolitana                    |                            |
| 2022-2023 |                                             | Olympica Cilento Ebolitana |
| 2023-oggi | A.S.D Ebolitana Calcio 1925 F.C.            |                            |

### Stemma
Inizialmente, l'Ebolitana, qualora fosse necessario, indossava sulla casacca lo stemma della città di Eboli, per poi successivamente passare allo stesso stemma ma con una palla roteante con la lettera E minuscola, appena sopra o sotto di esso, simbolo che verra ripreso anche nel periodo di metà anni 90' ed inizio 2000'.
Durante l'epoca CRAL Pezzullo Eboli lo stemma era simile a quello del pastificio Pezzullo, ovvero un cavallino rampante.
Negli anni 70' il primo simbolo ufficiale dell'Ebolitana fa la sua comparsa. Esso rappresenta i colori e la cultura della città di Eboli mostrando al contempo le tre fiamme, le colline cittadine ed il litorale marittimo, tutti simboli riconducibili alla storia del comune ebolitano, riprendendo le linee di un vecchio stemma della città.
Con l'avvento della Pro Ebolitana, lo stemma subisce un cambio netto nel design. Lo stemma, diventa ovale, con la scritta centrale con la scritta centrale che riporta semplicemente "Eboli". 
Nel 2004 il logo viene sostituito con uno più moderno, che sarà anche il più riconosciuto e famoso della squadra. Il logo si rifà a linee più curve e moderne, riprendendo il simbolo che veniva usato prima degli anni 70, il pallone da calcio.

Lo stemma iniziale dell'Ebolitana era il simbolo del comune di Eboli.
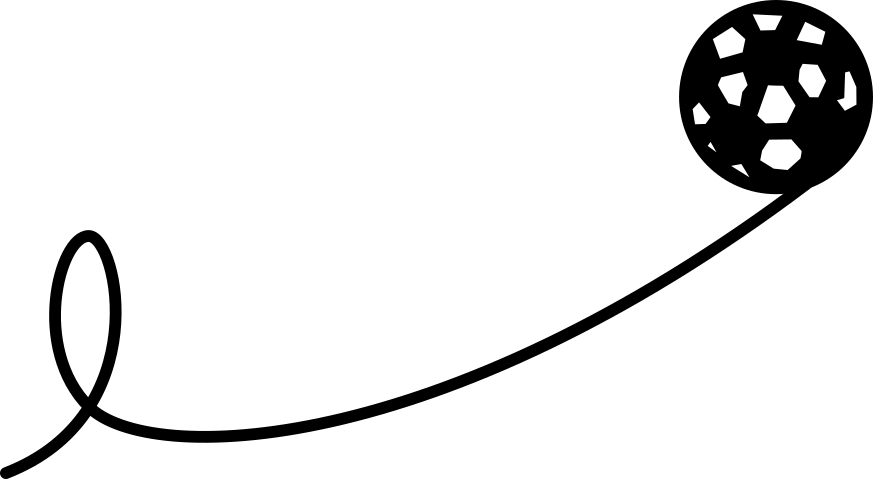
Pallone da calcio con la lettera E minuscola che accompagnava lo stemma cittadino.
Il simbolo sulla cassaca del CRAL Pezzullo Eboli (1950-1955) era un cavallino rampante, simile a quello del pastificio Pezzullo.
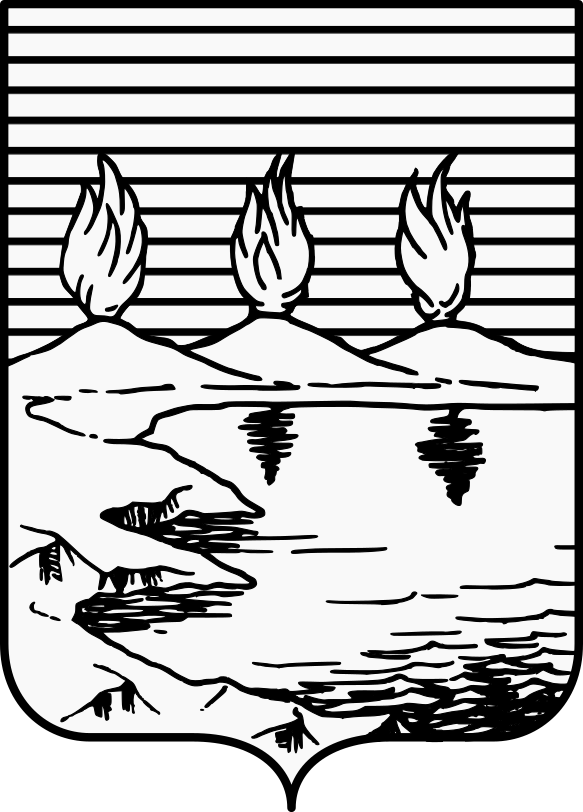
Il logo utilizzato negli anni 70', richiama alle linee del vecchio stemma cittadino.
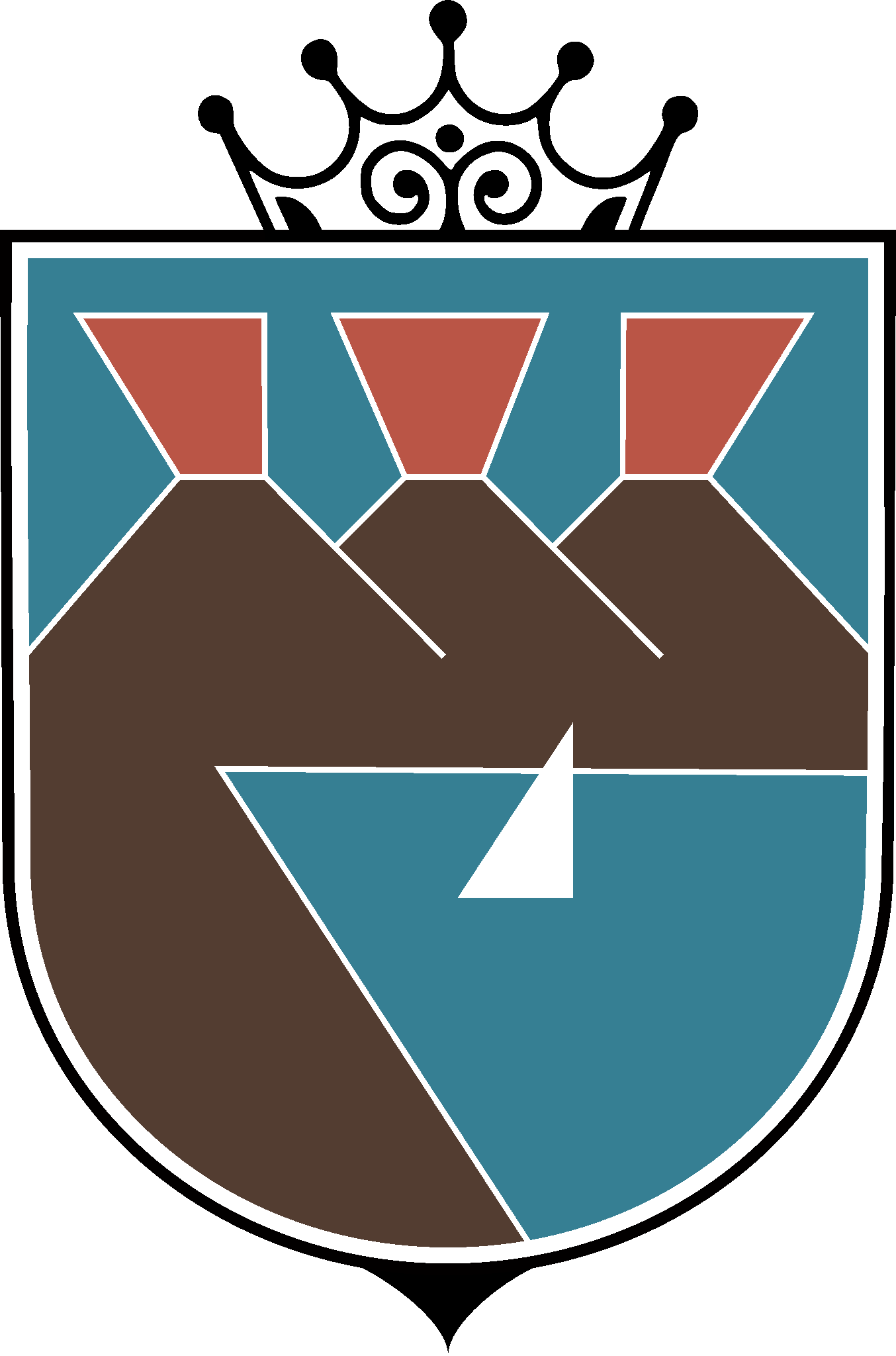
Logo utilizzato dagli anni 70'.
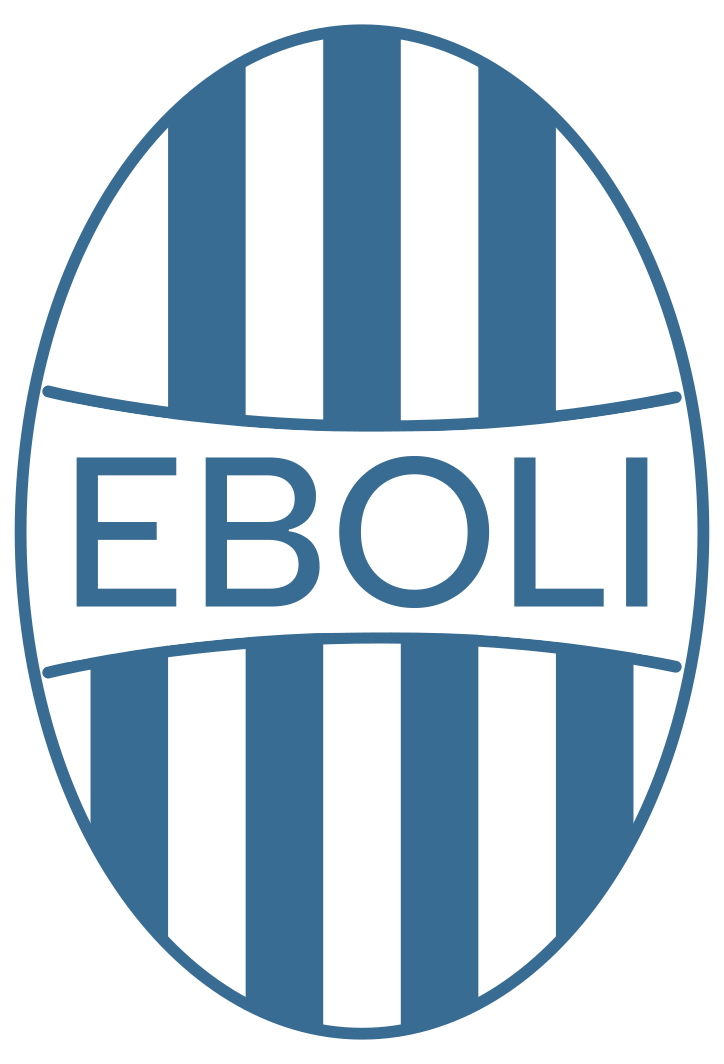
Stemma utilizzato dalla Pro Ebolitana tra il 1995 ed il 2004.
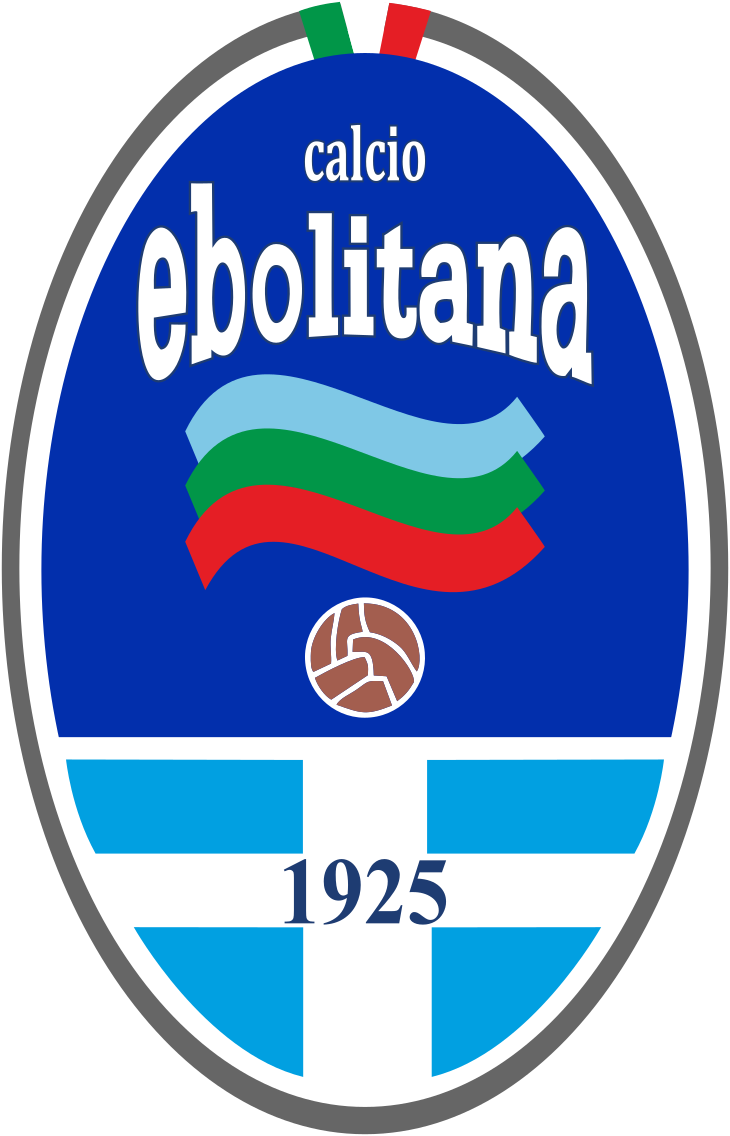
Logo utilizzato dal 2004 (spesso con qualche piccola variazione nel colore e nelle forme).

## Strutture

### Stadio

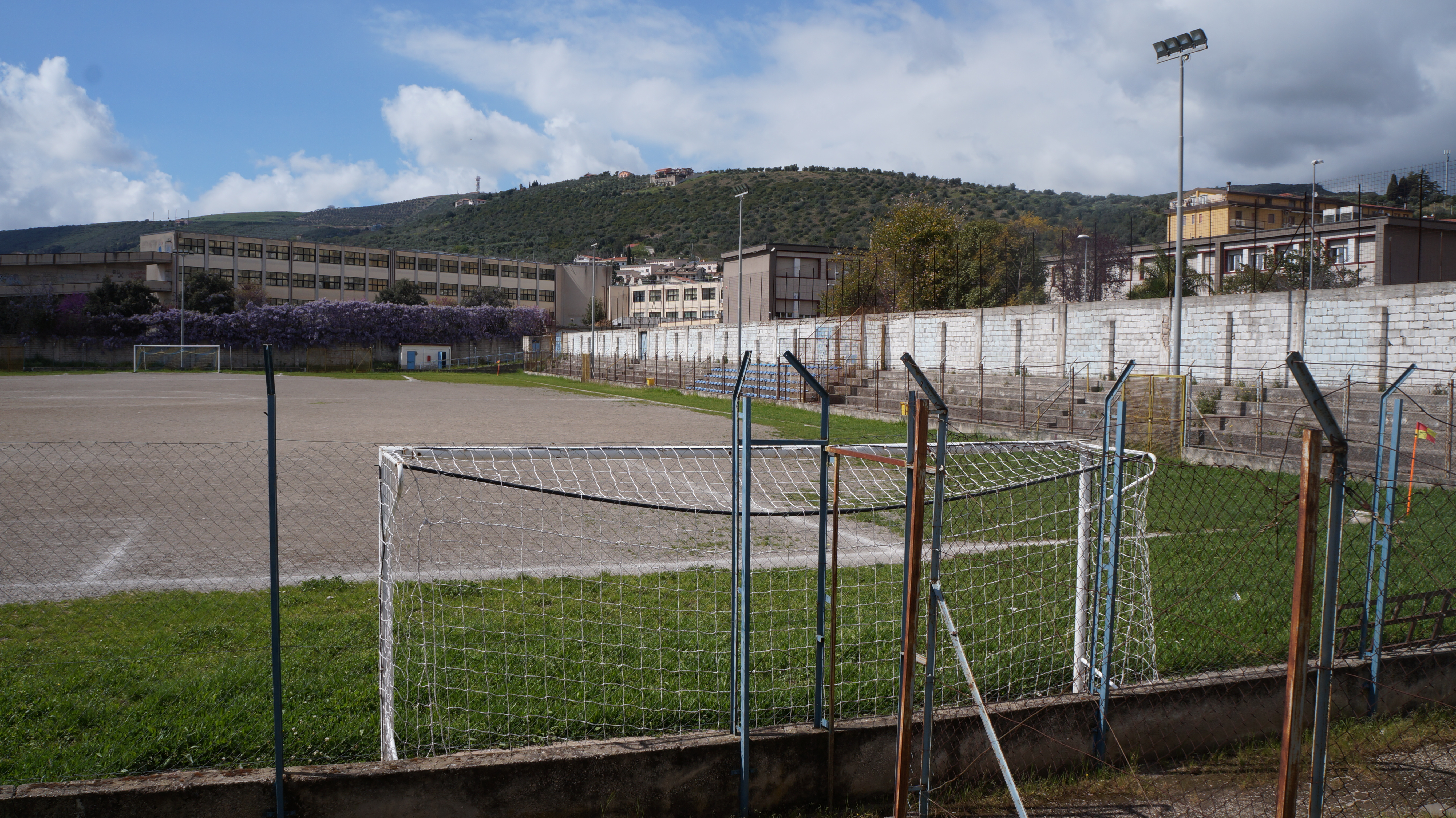
Stadio Edmondo Massajoli

Sebbene non più presenti, l'Ebolitana ha disputato per alcuni decenni le sue partite casalinghe in due impianti diversi prima dell'inaugurazione del Massajoli.
Il primo è il campo sportivo Littorio, che era ubicato dove è presente l'attuale chiesa San Bartolomeo di Eboli, dove l'Ebolitana ha disputato le sue partite dagli anni venti fino agli inizi degli anni cinquanta, mentre il secondo in località San Giovanni, a metà degli anni cinquanta, durante l'epoca Pezzullo.
L'Ebolitana ha disputato le sue partite casalinghe nell'impianto Massajoli fino al 2001, per poi passare al più grande e moderno Dirceu.

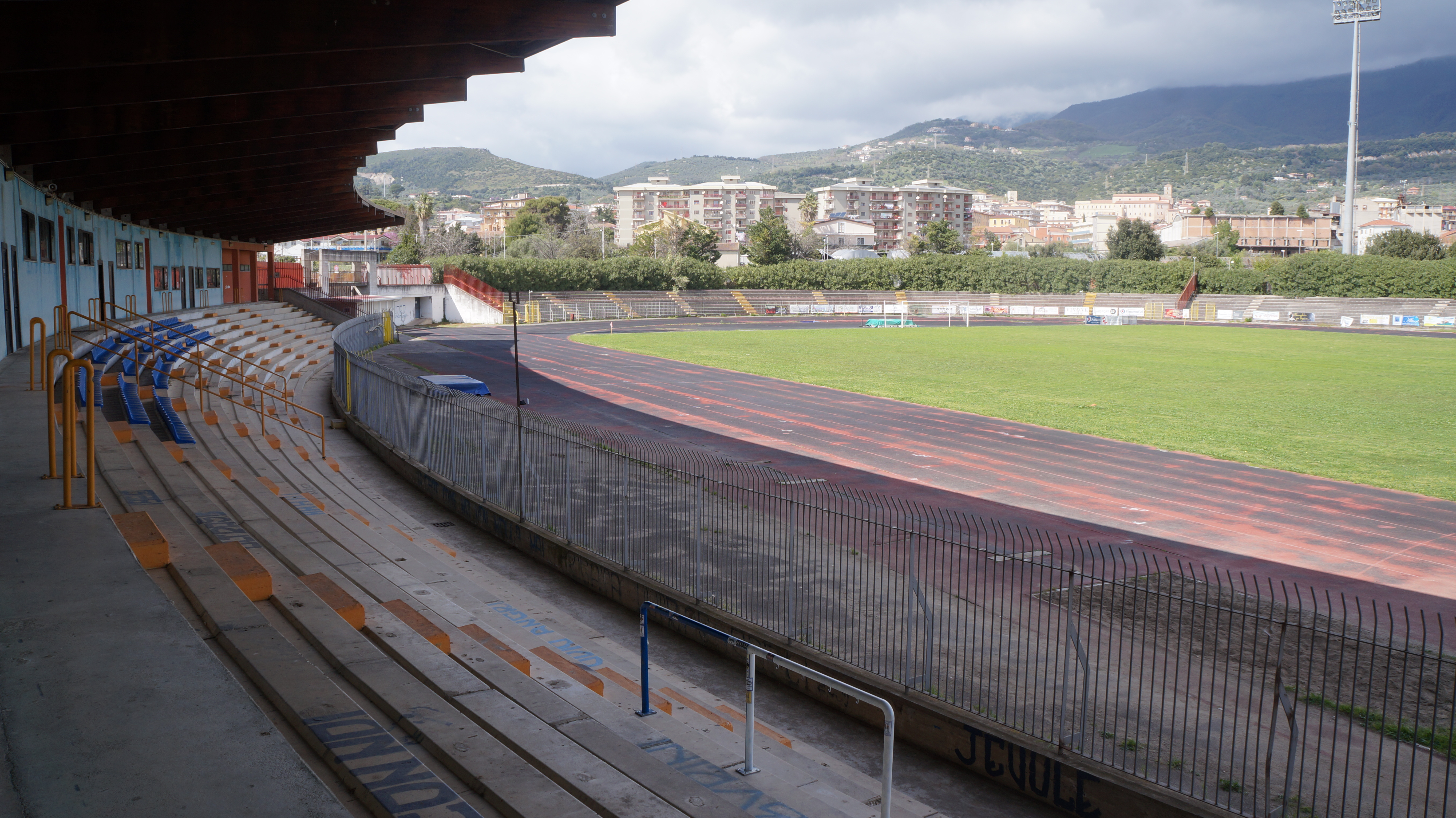
Stadio Dirceu, attuale casa dell'Ebolitana

Lo stadio è dedicato a Dirceu José Guimarães, che ha militato nell'Ebolitana tra le stagioni 1989-1991, lasciando impressa nella memoria dei tifosi un ricordo indelebile nonostante le categorie non affini.
Lo stadio ha una capienza massima di 15.000 posti a sedere di cui solo la parte della tribuna è coperta. I Tifosi locali, occupano i settori Curva Nord, Distinti e Tribuna, lasciando agli ospiti la Curva Sud.

## Allenatori e presidenti
- 1925-1932 ...
- 1932-1933  Osvaldo Sacchi
- 1933-1951 ...
- 1951-1952  Giuseppe Chiesa
- 1952-1957 ...
- 1957-1958  Braca
- 1958-1978 ...
- 1978-1981  Giuseppe Nazzi
- 1981-1984 ...
- 1984-1985  Cosimo di Tolla
- 1985-1989 ...
- 1989-1990  Ezio Capuano
- 1990-1991  Turi
- 1991-1995 ...
- 1995-1996  Vittorio Belotti
- 1996-1997 ...
- 1997-1998  Salvatore Nastri
- 1998-1999  Vittorio Belotti
- 1999-2000  Salvatore Nastri
 Volpicelli
- 2000-2001  Domenico Gargiulo
- 2001-2004 ...
- 2004-2006  Egidio Pirozzi
- 2006-2010 ...
- 2010-2011  Salvatore Nastri
 Andrea Pensabene
- 2011-2012  Alfonso Pepe (1ª-4ª)
 Domenico Giacomarro (5ª-22ª)
 Vittorio Belotti (22ª-26ª)
 Vincenzo Marino (27ª-42ª)
- 2012-2014 ...
- 2014-2015  Ramon Taglianetti
- 2015-2017  Salvatore Nastri
- 2017-2018  Salvatore Nastri (1ª-7ª)
 Alfonso Pepe (7ª-34ª)
- 2018-2022  Marco Mastrangelo
- 2022-2023  Luigi Serrapede
- 2023-2024  Alfonso Quaglia
- 2024-2025  Ciro De Cesare (1ª-10ª)
 Stefano Liquidato (10ª-34ª)
- 2025-2026  Egidio Pirozzi

- 1925-1950 ...
- 1950-1955  Luigi Pezzullo
- 1955-1976 ...
- 1969-1970  Alberto Mellone
- 1971-1976 ...
- 1976-1981  Visconti
- 1981-1986  Sossio Pezzullo
- 1986-1988  Elio Presutto
- 1989-1992  Luigi Cavaliere
- 1992-2000  Mario Grimaldi
- 2000-2004  Cosimo De Vita
- 2004-2012  Armando Cicalese
- 2012-2018  Fiorentino Reppuccia
- 2018-2022  Vincenzo Orilio e  Marco Vuocolo
- 2022-2024  Gianluigi Carlino e  Cosimo De Vita (Onorario)
- 2024-  Francesco D’Addino e  Cosimo De Vita (Onorario)

## Palmarès

### Competizioni interregionali
- Serie D: 1

2010-2011 (girone I)

### Competizioni regionali
- Eccellenza: 3

1995-1996 (girone B), 2004-2005 (girone C), 2016-2017 (girone B)
- Promozione: 3

1987-1988 (girone B), 2014-2015 (girone D), 2023-2024 (girone D)
- Coppa Italia Dilettanti Campania: 1

2009-2010

### Altri piazzamenti
- Eccellenza:

Secondo posto: 2000-2001 (girone B), 2009-2010 (girone B)
- Promozione:

Terzo posto: 1994-1995 (girone D)
- Scudetto Dilettanti:

Semifinalista: 2010-2011
- Coppa Italia Dilettanti Campania:

Finalista: 2016-2017
Semifinalista: 1995-1996, 2000-2001

## Statistiche e record

### Partecipazione ai campionati
| Livello              | Categoria                       | Partecipazioni | Debutto   | Ultima Stagione | Totale |
| -------------------- | ------------------------------- | -------------- | --------- | --------------- | ------ |
| 4º                   | Lega Pro Seconda Divisione      | 1              | 2011-2012 | 2011-2012       | 2      |
| 4º                   | Serie D                         | 1              | 2017-2018 | 2017-2018       | 2      |
| 5º                   | Campionato Interregionale       | 4              | 1988-1989 | 1991-1992       | 13     |
| 5º                   | Campionato Nazionale Dilettanti | 3              | 1996-1997 | 1998-1999       | 13     |
| 5º                   | Serie D                         | 6              | 1999-2000 | 2010-2011       | 13     |
| 1° Livello Regionale | Eccellenza                      | 11             | 1992-1993 | 2024-2025       | 34     |
| 1° Livello Regionale | Promozione Campania             | 17             | 1952-1953 | 1987-1988       | 34     |
| 1° Livello Regionale | Prima Categoria Campania        | 2              | 1965-1966 | 1966-1967       | 34     |
| 1° Livello Regionale | Campionato Dilettanti Campania  | 1              | 1957-1958 | 1957-1958       | 34     |
| 1° Livello Regionale | Prima Divisione Campania        | 2              | 1942-1943 | 1951-1952       | 34     |
| 1° Livello Regionale | Seconda Divisione               | 1              | 1933-1934 | 1933-1934       | 34     |
| 2° Livello Regionale | Promozione Campania             | 7              | 1993-1994 | 2023-2024       | 20     |
| 2° Livello Regionale | Prima Categoria Campania        | 7              | 1973-1974 | 1983-1984       | 20     |
| 2° Livello Regionale | Seconda Categoria Campania      | 5              | 1960-1961 | 1964-1965       | 20     |
| 2° Livello Regionale | Terza Divisione                 | 1              | 1932-1933 | 1932-1933       | 20     |
| 3° Livello Regionale | Prima Categoria Campania        | 2              | 2012-2013 | 2019-2020       | 2      |
| 5° Livello Regionale | Terza Categoria Salerno         | 1              | 2018-2019 | 2018-2019       | 1      |

## Tifoseria

### Storia
Il primo gruppo organizzato è il Nucleo Sconvolti Ultrà Eboli nato nel 1984. Allo stesso tempo all’epoca nacquero già i primi scontri e dissidi con altre tifoserie, in particolare con Paganese, Scafatese, Sant’Antonio Abate e con la Juve Stabia. In particolare con le “vespe” stabiesi i contatti tra le tifoserie iniziarono nel prepartita, per continuare durante e terminare alcune ore dopo il match. In questo periodo c’è da segnalare la presenza in curva di altri piccoli gruppi di tifosi, sempre appartenenti al Nucleo, che si riconoscevano dietro propri striscioni, e dunque ricordiamo i vari Gruppo Basetta, Sbullonati, Morrison Group e Boys Eboli. Altri disordini in questi anni si verificarono con l’Angri (durante una partita di coppa Italia), con il Potenza e con il Gragnano.

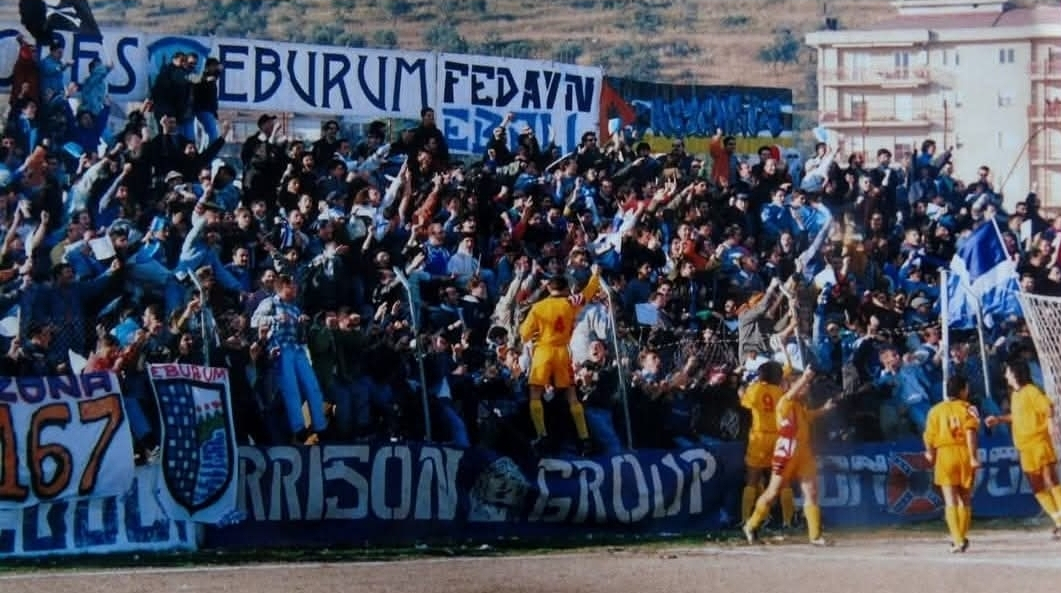
La curva nord del Massajoli al goal di Trezza nel derby contro la Paganese nel 1995

Nel 1997 nacquero gli Eburi Fans e l’anno successivo nel 1998 il Collettivo Hobos. Nella seconda parte degli anni ’90 sono da segnalare le trasferte di Cava dei Tirreni (con oltre 500 ebolitani tutti con le pettorine azzurre), a Caserta (dove nacque la rivalità anche con i casertani), oltre ai lunghissimi viaggi in Sicilia, dove nacque anche un forte rispetto con la tifoseria dell’Akragas (Agrigento). Nel periodo tra la fine degli anni ’90 e il 2000, ricordiamo la trasferta in quel di Angri in treno, lo spareggio per l’accesso in D disputato allo stadio Arechi di Salerno sempre contro l’Angri. In questo decennio nascono piccoli gruppi di ultras provenienti dai gruppi principali, ma che esponevano propri striscioni: Gruppo Baruffa, Sing Sing e Sick Fans. Con la successiva promozione in serie D dopo il lungo cammino dei playoff, conclusosi con l’invasione biancazzurra in quel di Polla per la finale contro il Francavilla, nel 2001 l’Ebolitana abbandona il vecchio e glorioso stadio Massajoli, in favore del più nuovo e capiente stadio Dirceu. A fine settembre dello stesso anno, in corrispondenza del giorno dei SS. Cosma e Damiano (festività molto sentita in città), nacque un nuovo gruppo ultras, la Brigata Massajoli, che dopo pochi anni cambiò il nome in quello definitivo di Brigata Ultras Eboli. Nel campionato 2001/2002, i derby con la Paganese, sempre ricchi di striscioni e cori di sfottò, oltre a quelli con la Battipagliese: uno in coppa Italia e gli altri, nelle due sfide in campionato, dove gli scontri furono segnati da atti violenti, soprattutto allo stadio Dirceu nella partita del 2 dicembre 2001, con i reparti celere che dovettero intervenire con i lacrimogeni per evitare il peggio tra le due tifoserie.
Con l'inaugurazione dello stadio Dirceu, i tifosi eburini prendono posizione nella tribuna, passando in curva nord solo successivamente.
Nel 2002, il Nucleo 1984 decise di sciogliersi, dopo 18 anni di attività. Allo scioglimento del Nucleo corrispose anche la retrocessione dell’Ebolitana in Eccellenza, oltre ai famigerati fatti della gara Angri-Ebolitana. Questa, fu disputata sull campo di Sant’Anastasia, in seguito ai quali vi fu purtroppo un’altra ondata di diffidati e di svariati feriti. Nel 2004 (lo stesso anno in cui si è celebrato il ventennale della fondazione del gruppo) la società viene rilevata proprio da alcuni ultras che avevano militato nel vecchio Nucleo 1984, portando l’Ebolitana a vincere il campionato di Eccellenza ritornando in D, con il tifo guidato dai gruppi rimanenti, ossia Hobos, Ebvri Fans e Brigata. Nel 2005 fu confermato i gemellaggio con gli ultras di Torre Annunziata, durante un Ebolitana-Savoia di coppa Italia.
Gli scontri del 2005 contro il Cosenza provocarono una ferita profonda tra i supporters ebolitani, al punto che si aprì una delle fasi più buie per l’intero movimento del tifo organizzato in città che portò allo scioglimento di diversi gruppi. Defilatisi gli Ebvri Fans, e scioltisi anche gli Hobos, per alcuni anni a seguire le sorti dell’Ebolitana è rimasta solo la Brigata 2001. Nel campionato 2006/2007 nasce inoltre un forte rispetto, soprattutto da parte del gruppo Brigata, con gli ultras del Barletta. Inoltre nello stesso campionato vi è da ricordare la presenza degli ultras di Cerignola allo stadio di Lavello per l’andata dei playout di serie D, dove fu rinnovato lo storico gemellaggio con i pugliesi. Nel 2004 e nel 2005 la nascita degli “Ultras ’04” e dei “Vecchi Hobos” che per alcuni anni hanno contribuito alla causa del tifo ebolitano.
Nel 2009 nasce il gruppo Pessimi Elementi. In questi anni nasce un forte rapporto di amicizia con i tifosi di Cervinara (in particolare con il gruppo Pessimi Elementi) e il peggioramento dei rapporti con gli ultras della Cavese, in occasione di una partita amichevole disputata nell’agosto 2010 allo stadio “Lamberti” di Cava.
Nel campionato di serie D 2010/2011 la curva nord si compatta e mostrando un unico striscione che riporta la sigla UCM (unione coerenza mentalità).
Sciolto il gruppo Brigata 2001 nel 2012, l'unico gruppo rimanente è quello dei Pessimi Elementi, che nel 2017 si scioglierà.
| Cronologia gruppi Ultras Eboli |
| ------------------------------ |
|                                |

### Gemellaggi e rivalità
Gli ultras eburini sostengono dei gemellaggi con i supporters del Savoia dal 1985 e del Cerignola dal 1991.
Inoltre sussistono amicizie con i supporters della Sarnese, del Castrovillari, del Cervinara, dell'Acireale, del Catania e del Barletta. L'amicizia con la Salernitana nasce dal rispetto reciproco tra i nuclei delle tifoserie, ma anche a vicessitudini storiche di entrambe le società cittadine agli albori, accomunate dalla figura di Donato Vestuti a cui la città di Salerno ha deciso di dedicare successivamente il suo impianto.In passato, ci sono state amicizie anche con le tifoserie di Nola e Akragras.
Le principali rivalità sono con Battipagliese, derby sentitissimo da ambo le parti vista la vicinanza e le vicessitudini storiche, e con l'Angri motivato dal gemellaggio con gli ultras angresi con gli ultras di Battipaglia. La rivaltià con la Turris nasce nel 2011 per la rivalità dei corallini con gli ultras Oplontini, storicamente gemellati con gli eburini. La rivalità con il Portici nasce durante la finale di coppa italia eccellenza campana 2017. Altre rivalità ci sono con il Sant'Antonio Abate, Sorrento, Paganese, Matera, Scafatese e Cosenza. Screzi minori sono con Potenza, Cavese, Casertana e Vibonese. In passato screzi anche con la Juve Stabia.